# Iasenkovo, Șumen
Iasenkovo (în bulgară Ясенково) este un sat în comuna Veneț, regiunea Șumen,  Bulgaria. 

## Demografie
Componența etnică a satului Iasenkovo
     Romi (4,22%)
     Turci (84,68%)
     Nicio identificare (10,17%)
     Altele (0,91%)
La recensământul din 2011, populația satului Iasenkovo era de 1.965 locuitori. Din punct de vedere etnic, majoritatea locuitorilor (84,68%) erau turci, cu o minoritate de romi (4,22%). Pentru 10,17% din locuitori nu este cunoscută apartenența etnică.